# Grammia snowi
Grammia snowi är en fjärilsart som beskrevs av Augustus Radcliffe Grote 1875. Grammia snowi ingår i släktet Grammia och familjen björnspinnare. Inga underarter finns listade i Catalogue of Life.